# 朱尚烐
興平恭靖王朱尚烐（1389年10月19日—1449年5月15日），明朝秦藩第一代興平王，秦愍王朱樉之庶第四子，母張氏。

## 生平
洪武二十二年九月乙未（1389年10月19日）生。洪武三十五年九月甲申（1402年9月30日），封興平王。王府位於長安縣，在咸寧縣秦府西南二里處。十月，舉行冠禮。
永乐五年（1407年）四月，前往南京朝見明成祖，弟永壽王朱尚灴同行，受到皇太子朱高熾的宴請。同月，兄弟二人即返回西安府。永樂六年（1408年）十二月，再次前往南京朝見明成祖。永樂七年（1409年）二月，返回西安府。永樂十五年（1417年）三月，第三次前往南京朝見明成祖，弟永壽王朱尚灴同行。同月，兄弟二人即返回西安府。
正統十四年四月癸酉（1449年5月15日）薨，享壽六十一，在位四十八年，諡號恭靖。兩年後，其子朱志㙞襲爵。

## 家庭

### 妻
- 湯氏，東甌襄武王湯和孫女，永樂七年（1409年）正月封興平王妃[11]。

### 子
- 某子，早殤
- 興平莊惠王朱志㙞

### 女
- 渭源縣主，儀賓王亨[12]